# Ralph Yarborough

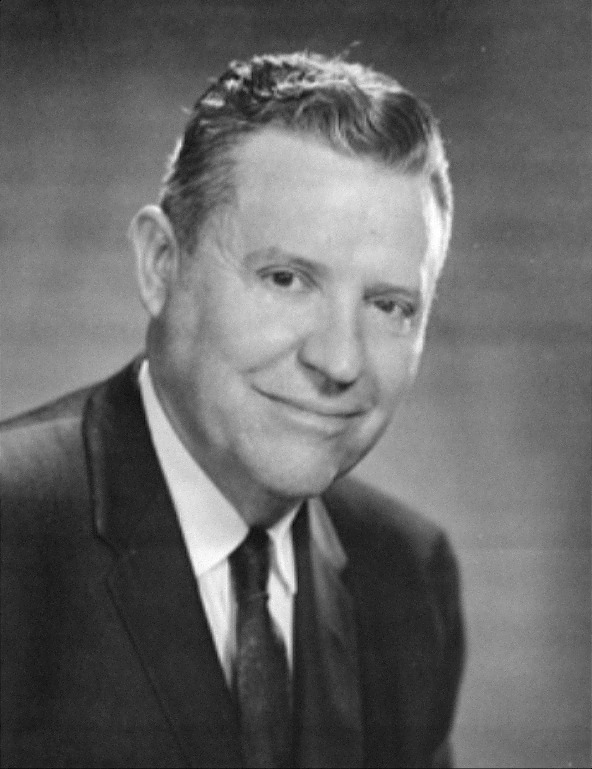
Ralph Yarborough

Ralph Webster Yarborough (* 8. Juni 1903 in Chandler, Henderson County, Texas; † 27. Januar 1996 in Austin, Texas) war ein US-amerikanischer Politiker.
In den Jahren 1919 bis 1920 besuchte er die Militär-Akademie West Point. Im Jahr 1922 ging er nach Deutschland und war Assistent an der amerikanischen Handelskammer in Berlin, um dort ausländische Wirtschaft zu studieren und sie arbeitend zu erlernen. Auf der Universität schloss er 1927 sein Rechtsexamen ab und praktizierte zunächst als Rechtsanwalt in El Paso. Anschließend war er von 1931 bis 1934 stellvertretender Attorney General von Texas. 1936 wurde er zum Bezirksrichter des 53. Gerichtsbezirks im Travis County bestellt, ab 1941 war er im 3. Gerichtsbezirk tätig.
Von 1943 bis 1946 diente er in Europa und Japan in der United States Army und verließ diese als Colonel (Oberst). Kurz nach seiner Rückkehr in die USA bewarb er sich 1952, 1954 und 1956 um die Nominierung als Kandidat der Demokraten bei den Gouverneurswahlen. Der Versuch misslang jedoch bei den drei Anläufen, bei der letzten Wahl unterlag er knapp. In einer Nachwahl am 2. April 1957 wurde er als dem liberalen Flügel seiner Partei zuzurechnender Demokrat als US-Senator für den Staat Texas gewählt. Am 29. April 1957 trat er sein Amt an und schied am 3. Januar 1971 aus diesem aus, nachdem er die Vorwahl der Demokraten im Jahr 1970 gegen Lloyd Bentsen verloren hatte. Yarborough verstarb am 27. Januar 1996 in Austin im Alter von 92 Jahren und ist auf dem Texas State Cemetery in Austin beerdigt.
Yarborough war unmittelbarer Augenzeuge des Attentates auf Präsident John F. Kennedy. Am 22. November 1963 fuhr er in der Wagenkolonne durch Dallas gemeinsam mit Vizepräsident Lyndon B. Johnson zwei Autos hinter jenem von Kennedy, als die tödlichen Schüsse auf diesen abgegeben wurden.